# Munkkullabergen
Munkkullabergen (finska: Munkkivuori) är kullar i Finland.   De ligger i landskapet Nyland, i den södra delen av landet, 30 km väster om huvudstaden Helsingfors.